# Australian Open 2013 - Doppio leggende maschile
Guy Forget e Henri Leconte erano i detentori del titolo ma sono stati sconfitti al round robin.

## Tabellone

### Legenda
| - Q = Qualificato - WC = Wild card - LL = Lucky loser | - ALT = Alternate - SE = Special Exempt - PR = Protected Ranking | - w/o = Walkover - r = Ritirato - d = Squalificato |

### Finale
|  | Finale                         |  |  |  |  |  |
|  |                                |  |  |  |  |  |
|  | Todd Woodbridge Mark Woodforde |  |  |  |  |  |
|  | Wayne Arthurs Pat Cash         |  |  |  |  |  |

### Gruppo A
|  |                                           | Woodbridge Woodforde   | Bahrami Ferreira             | Eltingh Haarhuis         | Cahill Wilander Arthurs      | RR V–P  | Set V–P | Game V–P   | Posizione |
|  | Todd Woodbridge Mark Woodforde            |                        | 7–6(17), 6–4                 | 7–5, 3–6, [10–3]         | 6-2, 6-4 (w/ Wilander)       | 3–0     | 6–1     | 36–27      | 1         |
|  | Mansour Bahrami Wayne Ferreira            | 6(17)–7, 4–6           |                              | 3–6, 4–6                 | 6-2, 4-6, [10-8] (w/Arthurs) | 1–2     | 2–4     | 28–33      | 3         |
|  | Jacco Eltingh Paul Haarhuis               | 5–7, 6–3, [3–10]       | 6–3, 6–4                     |                          | 7-6(4), 6-2 (w/ Wilander)    | 2–1     | 5–2     | 36–26      | 2         |
|  | Darren Cahill Mats Wilander Wayne Arthurs | 2-6, 4-6 (w/ Wilander) | 2-6, 6-4, [8-10] (w/Arthurs) | 6(4)-7, 2-6 (w/Wilander) |                              | 0–2 0–1 | 0–4 1–2 | 14–25 8–11 | 4 X       |

La classifica viene stilata in base ai seguenti criteri: 1) Numero di vittorie; 2) Numero di partite giocate; 3) Scontri diretti (in caso di due giocatori pari merito); 4) Percentuale di set vinti o di games vinti (in caso di tre giocatori pari merito); 5) Decisione della commissione.

### Gruppo B
|  |                                         | Ivanišević Pioline              | Forget Leconte                     | Arthurs Cash Ivanišević            | Enqvist Santoro                    | RR V–P  | Set V–P | Game V–P    | Posizione |
|  | Goran Ivanišević Cédric Pioline         |                                 | 7-5, 5-7, [10-6]                   | 6-4, 6(8)-7, [5-10] (w/Arthurs)    | 6-1, 2-6, [8-10]                   | 1–2     | 4-5     | 33-32       | 3         |
|  | Guy Forget Henri Leconte                | 5-7, 7-5, [6-10]                |                                    | 6(6)-7, 6-2, [8-10] (w/Ivanišević) | 6–4, 4-6, [10–7]                   | 1-2     | 4-5     | 35-33       | 2         |
|  | Wayne Arthurs Pat Cash Goran Ivanišević | 4-6, 7-6(8), [10-5] (w/Arthurs) | 7-6(6), 2-6, [10-8] (w/Ivanišević) |                                    | 7–6(5), 6(3)–7, [10–7] (w/Arthurs) | 2–0 1-0 | 4–2 2-1 | 26–25 10-12 | 1 X       |
|  | Thomas Enqvist Fabrice Santoro          | 1-6, 6-2, [10-8]                | 4–6, 6–4, [7–10]                   | 6(5)–7, 7–6(3), [7–10] (w/Arthurs) |                                    | 1–2     | 4–5     | 31–33       | 4         |

La classifica viene stilata in base ai seguenti criteri: 1) Numero di vittorie; 2) Numero di partite giocate; 3) Scontri diretti (in caso di due giocatori pari merito); 4) Percentuale di set vinti o di games vinti (in caso di tre giocatori pari merito); 5) Decisione della commissione.